# Vidua purpurascens
Il combassù o combassou purpureo, noto anche come vedova purpurea (Vidua purpurascens (Reichenow, 1883)), è un uccello passeriforme della famiglia Viduidae.

## Etimologia
Il nome scientifico della specie, purpurascens, significa "tendente al porpora" in latino ed è un chiaro riferimento alle tonalità metalliche dei maschi: il nome comune altro non è che una traduzione di quello scientifico.

## Descrizione

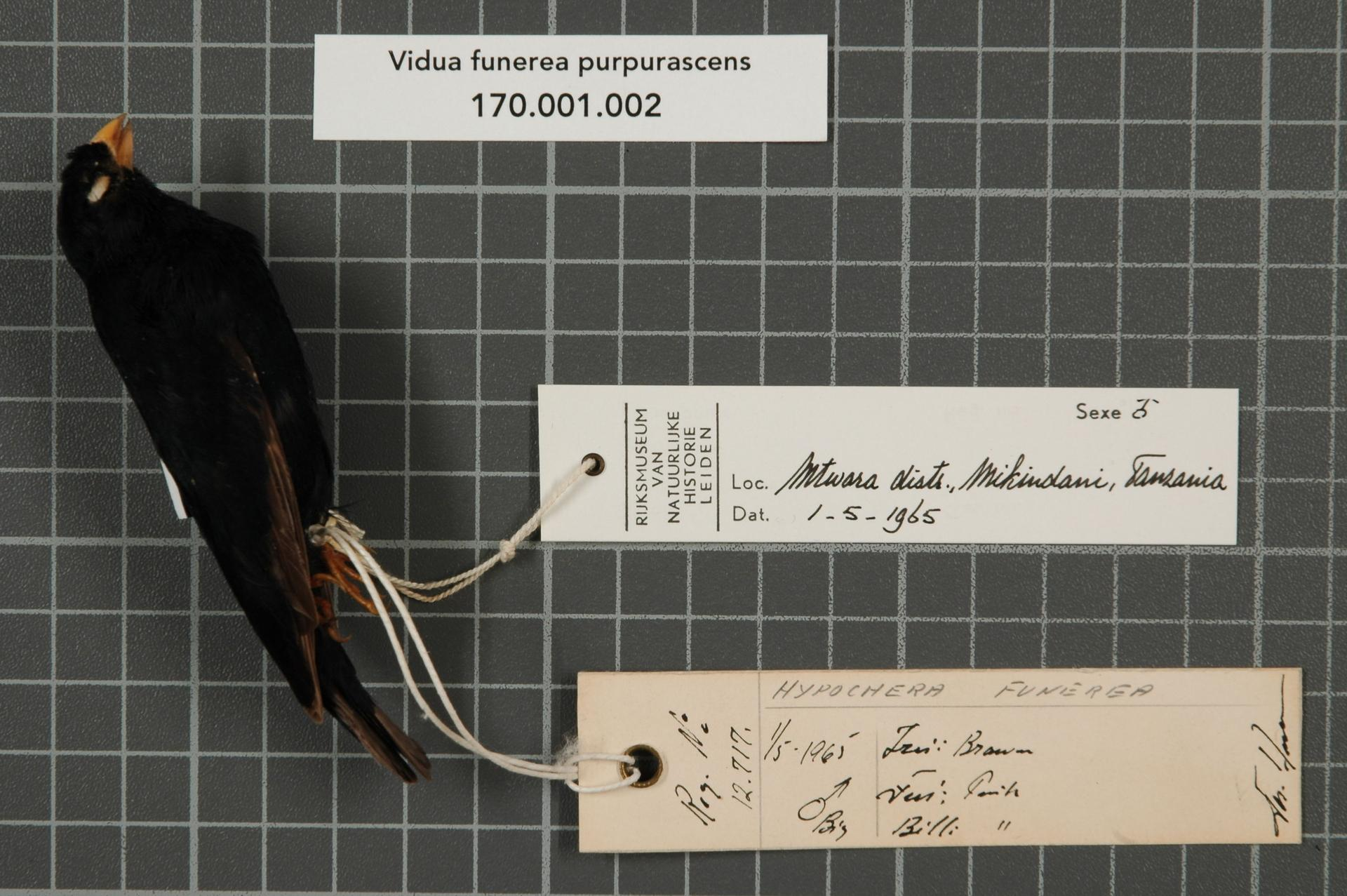
Maschio impagliato.

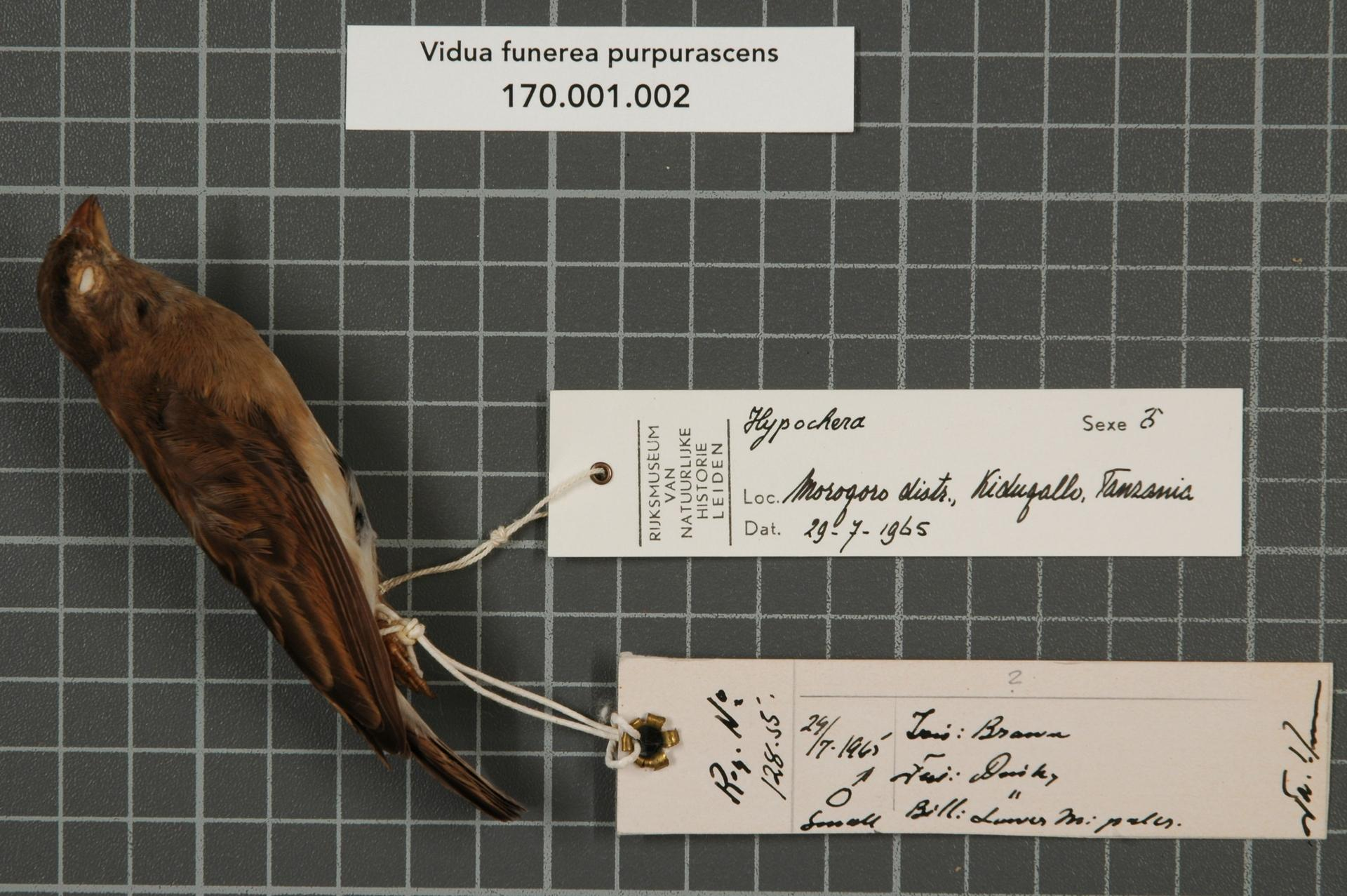
Femmina impagliata.

### Dimensioni
Misura 10–11 cm di lunghezza, per 11,5-15,5 g di peso.

### Aspetto
Si tratta di uccelli dall'aspetto slanciato, muniti di testa arrotondata, becco forte e conico, ali appuntite e coda dalla punta squadrata: nel complesso, il combassù purpureo è molto simile al combassù del Senegal, dal quale differisce per le tonalità metalliche di diverso colore dei maschi e la minore lucentezza del piumaggio.
Il dimorfismo sessuale è evidentissimo e netto, in particolar modo durante il periodo degli amori: i maschi, infatti, sono di colore nero su tutto il corpo, più opaco su remiganti e coda (dove si presenta di colore bruno-giallastro) e con presenza di riflessi metallici violacei (i quali fruttano alla specie sia il nome comune che il nome scientifico) su dorso e area ventrale, mentre i fianchi sotto l'ala presentano una chiazza bianca visibile solo quando l'animale spiega le ali.

Le femmine, invece, mancano completamente del nero nella livrea, con piumaggio tendente al bruno-arancio dorsalmente (con ali e coda più scure) e al grigio-biancastro ventralmente (con basso ventre e sottocoda biancastri), con testa munita di fronte, vertice, nuca e di una banda che va dalla tempia al lato del collo di colore bruno scuro.

In ambedue i sessi il becco è di colore bianco perlaceo, gli occhi sono di color bruno scuro e le zampe sono carnicino-rosate.

## Biologia
Si tratta di uccelli diurni che si aggregano in stormi misti con varie specie di estrildidi e ploceidi, muovendosi assieme ad essi alla ricerca di acqua e cibo e ritirandosi con essi in posatoi riparati all'imbrunire per passare la notte.

### Alimentazione
La dieta di questi uccelli è essenzialmente granivora, basandosi sui semi di piante erbacee che vengono rinvenuti principalmente al suolo, ma comprendendo anche in misura assai minore piccole bacche e frutti, germogli e foglioline tenere, insetti ed altri piccoli invertebrati.

### Riproduzione
La stagione riproduttiva coincide con la fase finale della stagione delle piogge e con quella delle specie bersaglio: si tratta infatti di uccelli che mostrano parassitismo di cova, in particolare nei confronti dell'amaranto di Jameson.
I maschi corteggiano le femmine con parate anche elaborate, che comprendono richiami squittenti ed arruffamento delle penne: dopo l'accoppiamento queste ultime, approfittando dell'assenza dei genitori dal nido, depongono all'interno di esso 2-4 uova di colore bianco, in tutto e per tutto simili (sebbene lievemente più voluminose) a quelle della specie parassitata, per poi allontanarsi.

I pulli sono ciechi ed implumi alla schiusa, che avviene a circa due settimane dalla deposizione: essi presentano caruncole ai lati della bocca e disegno golare identici a quelli dei nidiacei di amaranto, risultando quindi da essi indistinguibili. A differenza di altre specie parassite, i pulli di combassù purpureo non si disfano dei loro fratellastri, ma coabitano con loro nel nido, seguendo il loro ciclo di crescita (involo a tre settimane dalla schiusa, indipendenza a un mese e mezzo di vita) e spesso condividendo con la propria famiglia adottiva anche lo stormo di appartenenza.

## Distribuzione e habitat
Sebbene in maniera discontinua, il combassù purpureo abita una buona fetta dell'Africa orientale e meridionale, con un areale che comprende Kenya, Tanzania settentrionale, Congo sud-orientale, Zambia orientale, Malawi, Mozambico nord-occidentale, Zimbabwe, Botswana settentrionale, area di confine fra Angola e Namibia e Sudafrica settentrionale (Nordovest, Limpopo e Mpumalanga): una piccola popolazione è stata inoltre scoperta di recente nel sud dell'Etiopia.
L'habitat di questi uccelli è rappresentato dalle aree boschive secche, dalla savana cespugliosa e dal miombo: condizione essenziale per la loro esistenza è la presenza di almeno una fonte d'acqua dolce permanente nel loro areale di residenza.